# Ашмарин, Витольд Францевич
Витольд Францевич Ашмарин (настоящая фамилия Ахрамович, 1882—1930) — советский литератор, кинематографист и государственный деятель.

## Биография
Родился в Санкт-Петербурге, из поляков, дворянской католической семьи. По окончании 6-й московской гимназии в 1901 году поступил на историко-филологический факультет Московского университета, однако в феврале 1902 года за участие в студенческой сходке был исключён из университета без права поступления в высшие учебные заведения (интерес к разного рода «движениям» проявлял ещё в гимназии). Был выслан в Сибирь, жил в Елагинске, затем в Верхнеудинске. В 1903 переведен в Нижний Новгород под надзор полиции и начал работать в нижегородской организации эсеров, ведя революционную пропаганду в рабочих кружках Сормова. Член РСДРП с 1903. В 1905 восстановился в Московском университете: сначала на юридическом, затем на историко-филологическом факультете, но в 1910 уволен окончательно, так учёбу и не закончив.
До 1917 занимался газетной, книгоиздательской, театральной, кинематографической и переводческой деятельностью. Переводил романы С.Пшибышевского, в 1910 году был секретарём издательства «Мусагет», как журналист сотрудничал в «Голосе Москвы», входил в кружок символистов («Ритмический кружок» Андрея Белого).
После Октябрьской революции увлекается кино — совместно с режиссёром В.Гардиным образовал «группу левых» (известная «Кинопятёрка»). Работал в Союзе киноработников, член коллегии Кинокомитета. В 1918—1920 годах — консультант по кино внешкольного отдела Наркомпроса, член коллегии Всероссийского фотокиноотдела, затем заведующий отделами искусства, рабочей жизни и партийной жизни редакции «Известий ВЦИК», литературный сотрудник издательства «Недра». Сценарист фильмов
«Украденная юность» (1917), «Азиадэ» (1918), «Девяносто шесть» (1919).
В 1920—1921 — член Президиума и секретарь ЦИК БССР, член контрольной комиссии КП Беларуси, редактор партийного органа «Звязда», член Коллегии ЧК Белоруссии. В начале 1921 года назначен ответственным руководителем БелРОСТА. С сентября 1921 года — член Сибирского бюро ЦК РКП(б), редактор газеты «Советская Сибирь». В 1922 — председатель Комиссии помощи голодающим при ВЧК. С января 1922 по февраль 1924 — начальник Информационного отдела (ИНФО) ГПУ-ОГПУ. В апреле 1924 года откомандирован на информационно-аналитическую работу в аппарат ЦК РКП(б)/ВКП(б), редактировал материалы Пленумов ЦК.
Страдал наркотической зависимостью (морфий), покончил жизнь самоубийством — застрелился из именного оружия на скамейке Петровского парка, излюбленного места московских символистов (по другим данным, в Сокольниках). Его предсмертное письмо на имя Сталина датировано 13 января 1930 года. До 1961 года урна с прахом хранилась в главном здании московского крематория, затем удалена в общую могилу. В 1978 году было оформлено символическое захоронение (кенотаф) в семейной могиле на 5 участке Введенского кладбища.
По вопросу о дате смерти Ашмарина имеются различные точки зрения: некоторые источники называют в качестве даты самоубийства 2 марта, другие относят это событие к концу января — середине февраля 1930 года; существует также версия, что тело Ашмарина было кремировано в Москве ещё в декабре 1929 года.